# Fiets met trapondersteuning (Nederland)
In Nederland wordt een fiets met trapondersteuning in de Wegenverkeerswet 1994 in artikel 1, onderdeel ea, gedefinieerd als elektrische fiets waarvan de elektrische hulpmotor een nominaal continu vermogen heeft van maximaal 0,25 kW en waarvan de aandrijfkracht geleidelijk vermindert en ten slotte wordt onderbroken wanneer het voertuig een snelheid van 25 km/h bereikt, of eerder, indien de bestuurder ophoudt met trappen, met dien verstande dat bij een snelheid van niet meer dan 6 km/h de aandrijfkracht mag werken zonder te trappen (dit is bedoeld als loopondersteuning, om met de fiets aan de hand bijvoorbeeld een helling op te lopen). Voor zo'n fiets gelden dezelfde verkeersregels als voor een gewone fiets, en geldt er net als voor een gewone fiets geen minimumleeftijd om hierop te rijden. Veel van deze fietsen zijn van het type fatbike.
Onderdeel c definieert motorrijtuigen, en sluit daarbij fietsen met trapondersteuning uit. Daardoor gelden deze ook niet als bromfiets of snorfiets.
In Nederland zijn fietsen met trapondersteuning per 2006 vrijgesteld van de verzekeringsplicht op grond van de Wet aansprakelijkheidsverzekering motorrijtuigen (Wam).
Naast legale fietsen met trapondersteuning zijn er ook tweewielers die als zodanig verkocht worden, maar op de openbare weg verboden zijn omdat ze noch aan de eisen daarvan, noch aan die van een bromfiets voldoen. Ze zijn kortweg te omschrijven als ongekeurde bromfiets. Voor een bromfiets zijn een typegoedkeuring, kenteken en WA-verzekering nodig en geldt een helm- en rijbewijsplicht (en daarmee ook een minimumleeftijd van 16 jaar voor de bestuurder). De ongekeurde bromfietsen zijn anno 2024 vaak van het type fatbike. 
In juli 2024 heeft de Inspectie Leefomgeving en Transport (ILT) er 3500 van een bepaalde, niet bekendgemaakte Chinese fabrikant in beslag genomen, die in de Rotterdamse haven waren aangekomen. De ILT heeft ook het op de markt brengen van deze fatbikes stilgelegd, maar benadrukt dat er een gedeelde verantwoordelijkheid is van de toezichthouders, de fabrikanten, importeurs, distributeurs, gebruikers en kopers.
Handhavingsmogelijkheden bij de politie zijn uitgebreid met een nieuwe rollentestbank waarmee ook elektrische fietsen kunnen worden getest. Wanneer uit de test blijkt dat het voertuig trapondersteuning tot boven 25 km/uur geeft of met alleen gebruik van de gashendel zelfstandig sneller kan dan 6 km/uur, dan wordt er een overtreding vastgesteld.
De Concept Regeling verbod voorziening omzeilen controle opvoeren elektrische fietsen betreft een wijziging van de Regeling voertuigen die bepaalt dat fietsen met trapondersteuning niet mogen zijn voorzien van een voorziening met het kennelijke doel de controle op het vermogen of het functioneren van de trapondersteuning te bemoeilijken of te beïnvloeden. De wijze van keuren is visuele controle, waarbij eventuele aanwezige voorzieningen worden bediend of ingeschakeld. Eventueel wordt een snelheidsmeting opnieuw uitgevoerd. De beoogde inwerkingtreding is op 1 juli 2025.
De wenselijkheid van invoering van een minimumleeftijd voor het rijden op een (legale) fiets met trapondersteuning, bijvoorbeeld 16 jaar, is onderzocht, met de voorlopige conclusie dat dit niet proportioneel is, gezien het vrij grote aantal scholieren dat naar school een behoorlijk grote afstand moet afleggen en geen goed OV-alternatief voorhanden heeft. Wel zal het monitoren van de betreffende ongevalsstatistieken voortgezet worden.
De overheid voert campagne tegen het opvoeren van elektrische fietsen en overweegt extra regels, zoals een minimumleeftijd van 14 of 16 jaar (handhaafbaar door de ID-plicht vanaf 14 jaar) en/of een helmplicht.
De stakeholders zijn eensgezind over het feit dat het een heilloze weg is om juridisch onderscheid te maken tussen fatbikes en ‘normale’ elektrische fietsen.

## Begrenzer
Een fiets met trapondersteuning beschikt over een begrenzer, die voorkomt dat de elektrische ondersteuning nog werkt bij het overschrijden van een snelheid van 25 kilometer per uur. Het is echter in veel gevallen mogelijk om deze begrenzing te omzeilen, waardoor de ondersteuning tot een maximum kan worden benut en er aanmerkelijk hogere snelheden kunnen worden bereikt. Het voertuig valt dan onder een andere categorie en moet dan voldoen aan eisen als helmplicht, rijbewijs, verzekeringsplicht en typegoedkeuring. De ‘opgevoerde’ fiets met trapondersteuning wordt dan bijvoorbeeld als bromfiets gezien met de daaraan verbonden eisen. Ook is het mogelijk de trapondersteuning uit te schakelen en de motor van de fiets direct met een ‘gas’hendel te bedienen. Is de begrenzing tot 25 kilometer per uur nog aanwezig, dat valt het voertuig onder de regels voor de snorfiets, en is die er niet meer, dan gelden de regels als voor een bromfiets.

## Aansprakelijkheid schade veroorzaakt door kind
Vooral onder kinderen is de fatbike een gewild vervoersmiddel, maar ontstaan er ook veel ongelukken mee.

Iedereen van 12 jaar of ouder kan een strafblad krijgen, indien men op een 'opgevoerde' e-bike, c.q. fatbike rijdt. De politie kan de opgevoerde fatbike in beslag nemen.
Indien een kind op een ‘opgevoerde’, en onverzekerde fatbike schade veroorzaakt, wordt de schade niet gedekt door de Aansprakelijkheidsverzekering voor Particulieren (AVP), en kan het kind aansprakelijk worden gesteld voor alle kosten, en een boete wegens het rijden op een volgens de Wet aansprakelijkheidsverzekering motorvoertuigen (WAM) onverzekerd voertuig. Gebeurt dit door een kind onder de leeftijd van 14 jaar, dan zijn de ouders volledig verantwoordelijk voor de kosten. Voor kinderen van 14 en 15 jaar geldt dat zij zelf verantwoordelijk zijn, maar ouders kunnen alsnog aansprakelijk zijn, indien zij hadden kunnen voorkomen dat hun kind schade veroorzaakte. Vanaf hun 16e jaar zijn kinderen volledig zelf verantwoordelijk. De ouders kunnen echter bij hoge schadekosten ook verantwoordelijk worden gesteld voor de kosten.